# Фрайамт
Фрайамт (нім. Freiamt) — громада в Німеччині, знаходиться в землі Баден-Вюртемберг. Підпорядковується адміністративному округу Фрайбург. Входить до складу району Еммендінген.
Площа — 52,92 км2. Населення становить 4222 ос. (станом на 31 грудня 2020).